# 兀兒德

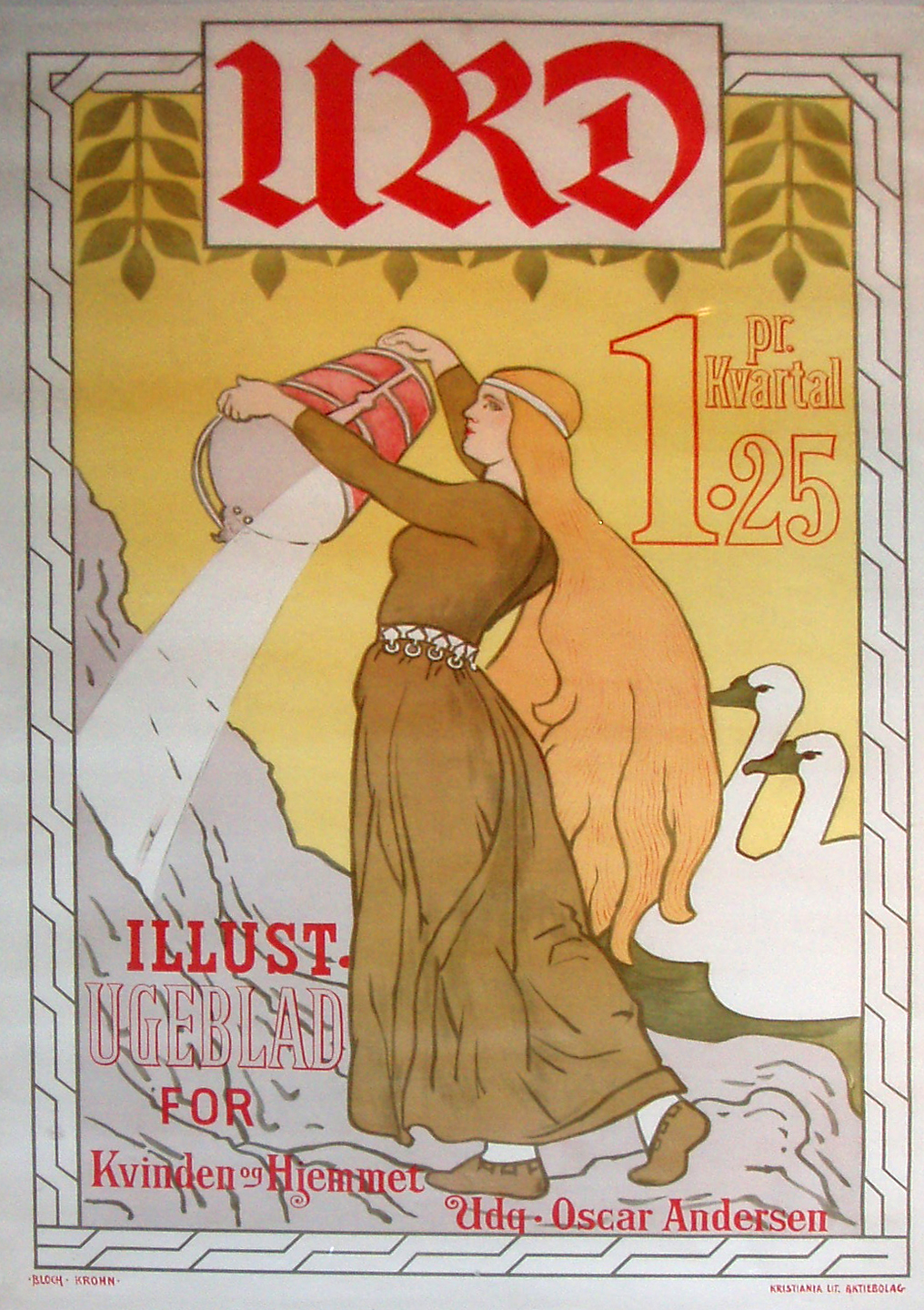
智慧的命运女神烏爾德代表着过去，她的另两个姐妹则代表着现在与将来。图中是烏爾德的发源地—兀兒德池饲养着一对天鹅，则此时烏爾德正在用神圣的泉水浇灌着世界之树的树根。

烏爾德，又譯兀兒德，是諾倫三女神其中之一（最年長的一位）。她的名字意味著「過去」，同时也被叫做死亡的女神（Dís of Death）。
她的另外两个姐妹分别是薇兒丹蒂和斯庫爾德。和希腊神话中的命运三女神一样，她们也无法改变任何人以及諸神、巨人與侏儒等種族的命運。例如烏爾德只能告誡奥丁，他将会在名為諸神的黃昏之戰的神之劫难的戰爭中命喪于噬神之巨魔狼芬里厄之獠牙，她们也无法阻止未来即将要发生的事。

## 兀兒德之泉
以兀兒德的名字命名的聖井是兀兒德之泉，位于世界之樹（Yggdrasil）的伊格德拉修树根底下，是众神每日聚会的场地。兀兒德之泉是神聖之泉，具有淨化一切的力量，亦可以永生。被認為是源自巨人密米爾的頭部，同時也是世界之樹賴以灌溉的源泉。